# Team Roberts KR211V
La Team Roberts KR211V es una motocicleta participante en el Campeonato del Mundo de MotoGP 2006. Es propiedad del equipo de Kenny Roberts, su creador. 

## La moto
El chasis de la moto es una creación de Kenny Roberts, el dueño del equipo. Lleva motor Honda. La hace correr en su equipo con su hijo Kenny Roberts Jr como piloto del equipo.

## Resultados de la KR211V
(Carreras en negrita indican pole position, carreras en cursiva indican vuelta rápida)
| Año  | Equipo       | Neumático | Piloto           | N.º | 1   | 2   | 3   | 4   | 5   | 6   | 7   | 8   | 9   | 10  | 11  | 12  | 13  | 14  | 15  | 16  | 17  | Puntos | CP  |
| ---- | ------------ | --------- | ---------------- | --- | --- | --- | --- | --- | --- | --- | --- | --- | --- | --- | --- | --- | --- | --- | --- | --- | --- | ------ | --- |
| 2006 |              |           |                  |     | ESP | QAT | TUR | CHN | FRA | ITA | CAT | NED | GBR | GER | USA | CZE | MAL | AUS | JPN | POR | VAL |        |     |
| 2006 | Team Roberts | M         | Kenny Roberts Jr | 10  | 8   | 10  | 13  | 13  | Ret | 8   | 3   | 5   | 5   | Ret | 4   | 4   | 7   | 14  | 9   | 3   | 8   | 134    | 6.º |